# Pa-dö-dő
Le Pa-dö-dő sono un duo musicale ungherese formato da Györgyi Lang e Mariann Falusi e attivo dal 1988.

## Carriera
Györgyi Lang e Mariann Falusi hanno deciso di fondare il duo Pa-dö-dő, il cui nome è la trascrizione fonetica in lingua ungherese dell'espressione francese pas de deux, dopo essersi incontrate sulla scena del musical A rémségek kicsiny boltja. Il loro primo concerto si è svolto all'Interpop Festival del 1988.
Nel 1990 hanno pubblicato il loro maggiore successo, Bye-bye Szása, divenuta la canzone simbolo della ritirata dei soldati sovietici e della fine del comunismo in Ungheria. Il successo ha portato il duo ad esibirsi oltre i confini ungheresi in Francia, Unione Sovietica, Cecoslovacchia, Romania e Hong Kong. Il loro album del 1996 Kérem a következőt è stato certificato disco d'oro in Ungheria con oltre 25 000 copie vendute a livello nazionale.
Nel 1999 hanno lanciato un programma d'intrattenimento trasmesso sul canale TV2 chiamato A lányok (nem) angyalok; hanno inoltre condotto un programma radiofonico del mattino sulla stazione Klubrádió.

## Discografia

### Album
- 1989 - Pa-dö-dő
- 1990 - Kiabálj
- 1992 - Tessék dudálni!
- 1994 - Szép az élet, és én is szép vagyok
- 1995 - Einstand
- 1996 - Kérem a következőt
- 1997 - Nekünk nyolc.
- 2000 - Vi ár femili
- 2001 - Egy kicsit bulizgatunk?
- 2002 - Tuinvan. Marivan. Györgyivan. Közösvan.
- 2003 - Had' énekeljünk mi is az idén!
- 2004 - Igen! Az idén is csináltunk új lemezt
- 2005 - Nem volt egyszerű. Csókoltatunk Mária.
- 2006 - Habár a hazai lemezeladás...
- 2009 - Csomagot kaptam
- 2011 - Hozott anyagból
- 2015 - Retúr (Pa-dö-dő Airlines)

### Album live
- 1999 - Koncert 1999.

### Raccolte
- 1992 - 1989-91.
- 1998 - Tíz éves a Pa-dö-dő, de mari kettővel fiatalabb
- 2003 - Pdd15jubileum - Besztofpadödő
- 2014 - Fele más (döluksz vörzsön) (az igazi besztof)
- 2016 - 17-es szilveszter
- 2016 - 50-es szilveszter

### Opere audiovisive
- 2006 - A Pa-dö-dő első dévédéje

### EP
- 2008 - Így 20 felett ránkfér egy kis generál

### Singoli
- 1990 - Boom-boom Dance
- 1990 - Entertainment
- 1996 - Ez a Pa-dö-dő kisegyüttes élete első szingl cédéje
- 1997 - Nekünk nyolc.
- 1998 - Te vagy a legjobb dolog a héten
- 1999 - Röpül a tányér
- 1999 - Új kislemez
- 2000 - Retyetye
- 2000 - Kell egy jóbarát
- 2000 - Vár már a nyár
- 2001 - Jó nekem így
- 2001 - Egy újabb makszi
- 2002 - Költözzünk össze
- 2013 - Eljön egy igazi angyal
- 2014 - Háj-háj Szása/Hüjedal
- 2014 - Kell egy jóbarát (feat. Baltazár Színház, Szentendrei Szent, András Általános & Iskola Gyerekkórusa)
- 2015 - Ultra dal (koncertfelvétel)
- 2015 - Úgy várok rád/Vigyázz a madárra
- 2016 - Ó gyertyaláng/Kell egy jóbarát
- 2016 - Hómunkások dala
- 2016 - Ünnep után
- 2017 - Nyugdíjas repp
- 2017 - Ma sem lehet
- 2018 - Soha nem leszünk katona